# シャンパン・カクテル
シャンパン・カクテル（英: Champagne Cocktail）とは、その名の通り、シャンパンをベースとするカクテルである。1942年の映画『カサブランカ』に登場したことで知られる。

## 概要
20世紀初頭にはレシピが完成していたとされるカクテルである。1855年のパナマで登場したことが確認できているが、考案者は発祥についてははっきりしていた。バーテンダーのジェリー・トーマスが1862年に上梓した『The Bartender's Guide：How to Mix Drinks; Bon Vivant’s Companion（バーテンダーガイド、カクテルの作り方、美食家の友）』に掲載されている。
映画『カサブランカ』の中でハンフリー・ボガート扮するリック・ブレインが、イングリッド・バーグマン扮するイルザ・ラントを見つめながら、「君の瞳に乾杯」と言って飲んだために有名になった。
次第に角砂糖が溶けてゆくことによる味の変化と、角砂糖によって生まれる細かい泡が特徴。

## レシピの例
国際バーテンダー協会によるレシピを以下に挙げる。
材料
- シャンパン - 90ml
- コニャック - 10ml
上述のジェリー・トーマス本など、コニャックを用いないレシピも多い。
- アンゴスチュラ・ビターズ — 2dash
- 角砂糖 - 1個

作り方
1. 大型のシャンパン・グラスに角砂糖を入れ、アンゴスチュラ・ビターズを角砂糖に振りかける。
2. グラスにコニャックを入れる。
3. 静かにシャンパンを注ぐ。
4. 好みでグラン・マルニエを数滴加える。
5. オレンジのゼスト、マラスキーノ・チェリーを飾る。

角砂糖を用いずにシュガーシロップなどで代替することも可能ではあるが、その場合は細かい泡の視覚的な演出は堪能できない。